# Viva Las Vegas (film)
Viva Las Vegas, is een film uit 1964 onder regie van George Sidney met in de hoofdrollen Elvis Presley en Ann-Margret. De film wordt beschouwd als een van Presleys betere films en is memorabel door de affaire van Presley en zijn tegenspeelster die tijdens het filmen opbloeide.
Voor de film waren nogal wat liedjes opgenomen die verspreid door de jaren werden uitgebracht. Pas in 1993 zou een album verschijnen met de meeste liedjes uit de film.

## Verhaal
Automonteur Lucky wil niets liever dan racer worden. De Italiaanse kampioen Elmo Mancini nodigt hem uit om lid te worden van zijn team, maar Lucky is niet geïnteresseerd in samenwerking. Ondertussen is hij zelf bezig een auto te bouwen om mee te doen aan de race in Las Vegas. De motor ontbreekt echter nog. Hij gaat het casino in om genoeg geld in te zamelen om zijn motor te kopen. Echter, op dat moment is het geld al lang geen probleem meer, wanneer Lucky en Mancini achter hetzelfde meisje aangaan, Rusty.
Wanneer hij haar de volgende dag bij het zwembad weer ontmoet, belanden ze na een stoeipartij in het water, samen met Lucky's geld. De enige manier om nu nog binnen de tijd aan zijn geld te komen, is om aan een showwedstrijd mee te doen. Zijn sterkste concurrentie is niemand minder dan Rusty.

## Rolverdeling
| Acteur           | Personage        |
| ---------------- | ---------------- |
| Elvis Presley    | Lucky Jackson    |
| Ann-Margret      | Rusty Martin     |
| Cesare Danova    | Elmo Mancini     |
| William Demarest | Mr. Martin       |
| Nicky Blair      | Shorty Fansworth |